# OFK Bar
Der OFK Bar ist ein Fußballverein, der erst 2001 im südmontenegrinischen Ort Bar gegründet wurde. Seine Heimspiele trägt er im Topolica-Stadion aus, welches Platz für 2.500 Zuschauer bietet.

## Geschichte
Der Verein wurde 2001 gegründet, um die örtliche Vormachtstellung des Lokalrivalen FK Mornar Bar, welcher zumeist in der zweiten oder dritten Liga anzutreffen war, zu brechen und lokalen Fußballtalenten auch außerhalb dieses Vereins die Möglichkeit zu geben, sich zu entwickeln. Bereits 2009 gelang der Aufstieg in die Druga Crnogorska Liga und gleich in ihrer ersten Saison dort gelang der Aufstieg in die Prva Crnogorska Liga. Jedoch holte der OFK in der Saison 2010/11 nur 32 Punkte aus 33 Spielen, was nur für Platz 12 reichte und den direkten Wiederabstieg bedeutete. 2012/13 spielte der Verein seine dritte Saison in der Druga Crnogorska Liga. Jedoch trat man noch vor Saisonbeginn aus dem Spielbetrieb aus und stand als erster Absteiger der Druga Liga fest.

## Erfolge
- Zweiter der Druga Crnogorska Liga 2009/10; Aufstieg